# Angela Hewitt
Angela Hewitt, (Ottawa, Ontario, Canadá; 26 de julio de 1958) es una pianista profesional canadiense de música clásica. Es mayormente conocida por sus interpretaciones de Bach.

## Carrera
Hewitt nació en Ottawa, Ontario, hija del nacido en Yorkshire Godfrey Hewitt (por lo tanto también tiene la nacionalidad británica) que era director de coro en la Catedral Cristiana en Ottawa. Empezó los estudios de piano a los 3 años con su madre. Ganó una beca a los 5. Estudió violín con Walter Prystawski, flauta dulce con Wolfgang Grunsky, y ballet con Nesta Toumine en Ottawa. Su primer recital de larga duración fue a la edad de nueve, en el El Real Conservatorio de Música de Toronto , donde estudió desde 1964 a 1973 con Earle Moss y Myrtle Guerrero.  Luego fue estudiante del pianista francés Jean-Paul Sevilla en la Universidad de Ottawa.
Hewitt ha presentado recitales alrededor del mundo como solista y con orquesta. Es conocida sobre todo por sus grabaciones de Bach, las cuales empezó en 1994 y finalizó en 2005, cubriendo todas las obras mayores para teclado de J.S. Bach. Su grabación El Arte de la Fuga de Bach fue lanzada el 17 de octubre de 2014. Su discografía también incluye trabajos de Louis Couperin, Jean-Philippe Rameau, Olivier Messiaen, Emmanuel Chabrier, Maurice Ravel, Robert Schumann, Ludwig van Beethoven, Frédéric Chopin, Claude Debussy y Gabriel Fauré. Ha grabado dos discos de los conciertos de Mozart con la Orquesta da Camera di Mantova, y un tercero con la National Arts Centre Orchestra de Ottawa, dirigida por Hannu Lintu. Con la Orquesta Sinfónica Alemana de Berlín y Lintu, también grabó el concierto para piano de Schumann.
Su temporada 2007–08 estuvo dedicada a interpretaciones completas del Clave bien temperado de Bach en ciudades importantes alrededor del mundo. Su  DVD Hyperion en la interpretación de Bach fue lanzada para coincidir con el tour.
En julio de 2005 lanzó el Trasimeno Music Festival en Umbria cerca de Perugia, de la cual es la directora artística.
Hewitt cambió a los pianos Fazioli en 2002. Su piano F278 Fazioli de 4 pedales fue dejado caer por los transportadores del instrumento en enero de 2020 y considerado insalvable por Paolo Fazioli, fundador de la compañía.

## Reconocimientos
En 1975 ganó el Chopin Young Pianists' Competition en Buffalo, New York, y la Bach Competition en Washington D. C. En 1979, ganó el tercer premio en la Robert Casadesus International Piano Competition, luego renombrado la Cleveland International Piano Competition. En 1978, ganó la división de piano en la CBC Radio Competition y en 1980 la competición Dino Ciani en Milán, Italia. En 1985, ganó el primer premio en la Toronto International Bach Piano Competition, lo cual la llevó a obtener un contrato con la Deutsche Grammophon. En 1986, fue nombrada artista del Canadian Music Council.
En el 2000 fue nombrada Oficial de la Orden de Canadá (OC). En 2002, Hewitt fue galardonada con el premio del National Arts Centre, un premio adicional de los Governor General's Performing Arts Awards, dado a un artista o a un grupo por excepcional desempeño en el año.
Hewitt fue nombrado Oficial de la Orden del Imperio Británico (OBE) el 17 de junio de 2006 y un galardón Gramophone para el Artist del Año en 2006. Recibió el MIDEM Classical Award por Instrumentista del año en 2010, y fue premiada con la BBC Radio 3 Listener's Award (Royal Philharmonic Society Awards) in 2003. También es miembro de la Royal Society of Canada, y tiene grados honorarios de la University of Ottawa, la University of Toronto, Queen's University (Kingston), la Open University (Milton Keynes, UK), Mount Saint Vincent University (Halifax), la University of Saskatchewan y la Carleton University (Ottawa).
El 30 de diciembre de 2015, Hewitt fue promovida al rango de Compañero de la Orden de Canadá, el máximo grado honorario.

## Vida personal
Después de vivir en París de 1978 a 1985, Hewitt se mudó a Londres, la cual ha sido su principal residencia desde entonces.

## Discografía seleccionada
- Johann Sebastian Bach: Goldberg Variations (Hyperion Records, 2016)[11]
- Domenico Scarlatti: Sonatas (Hyperion Records, 2016)[12]
- Franz Liszt: Piano Sonata & other works (Hyperion Records, 2015)[13]
- Johann Sebastian Bach: The Art of Fugue (Hyperion Records, 2014)[14]
- Johann Sebastian Bach: Flute Sonatas – with Andrea Oliva (flute) (Hyperion Records, 2013)[15]
- Gabriel Fauré: Piano Music (Hyperion Records, 2013)[16]
- Claude Debussy: Solo Piano Music (Hyperion Records, 2012)[17]
- Johann Sebastian Bach: Angela Hewitt plays Bach (Hyperion Records, 2010)[18]